# 試作近距離偵察機
三菱 試作近距離偵察機
- 用途：偵察機
- 設計者：服部譲次
- 製造者：三菱航空機
- 運用者：大日本帝国陸軍
- 生産数：1機
- 運用状況：不採用・退役

試作近距離偵察機（しさくきんきょりていさつき）は、三菱航空機が大日本帝国陸軍向けに試作した偵察機。三菱社内での機体番号は「2MR7」。

## 概要
1930年（昭和5年）、自発的に陸軍向け近距離偵察機の開発を計画した三菱は、服部譲次技師を設計主務者として複葉偵察機「2MR7」を開発し、フランスから招聘したベルニス技師の設計による高翼単葉機「2MR8」とともに陸軍に提出した。陸軍はこれを受けて2MR8の開発続行を三菱に命令し、2MR7の開発は中止されることになった。なお、2MR8は後に九二式偵察機として陸軍に制式採用されている。その後、1929年（昭和4年）度に1機が製作されていた試作機は、三菱の社用機として用いられた。また、一時乙式一型偵察機の後継機候補となったこともあったが、この時も採用には至らなかった。
機体は一〇式艦上偵察機や八九式艦上攻撃機の系列に連なる、木金混合骨組に羽布張りの複葉機で、比較的小型軽量のよくまとまった手堅い設計の機体だった。乗員は2名、降着装置は固定脚。エンジンは三菱製のイスパノ・スイザ水冷V型8気筒（最大320 hp）1基で、武装は7.7mm固定機銃と同旋回機銃を1挺ずつ備えていた。